# Puterile Centrale

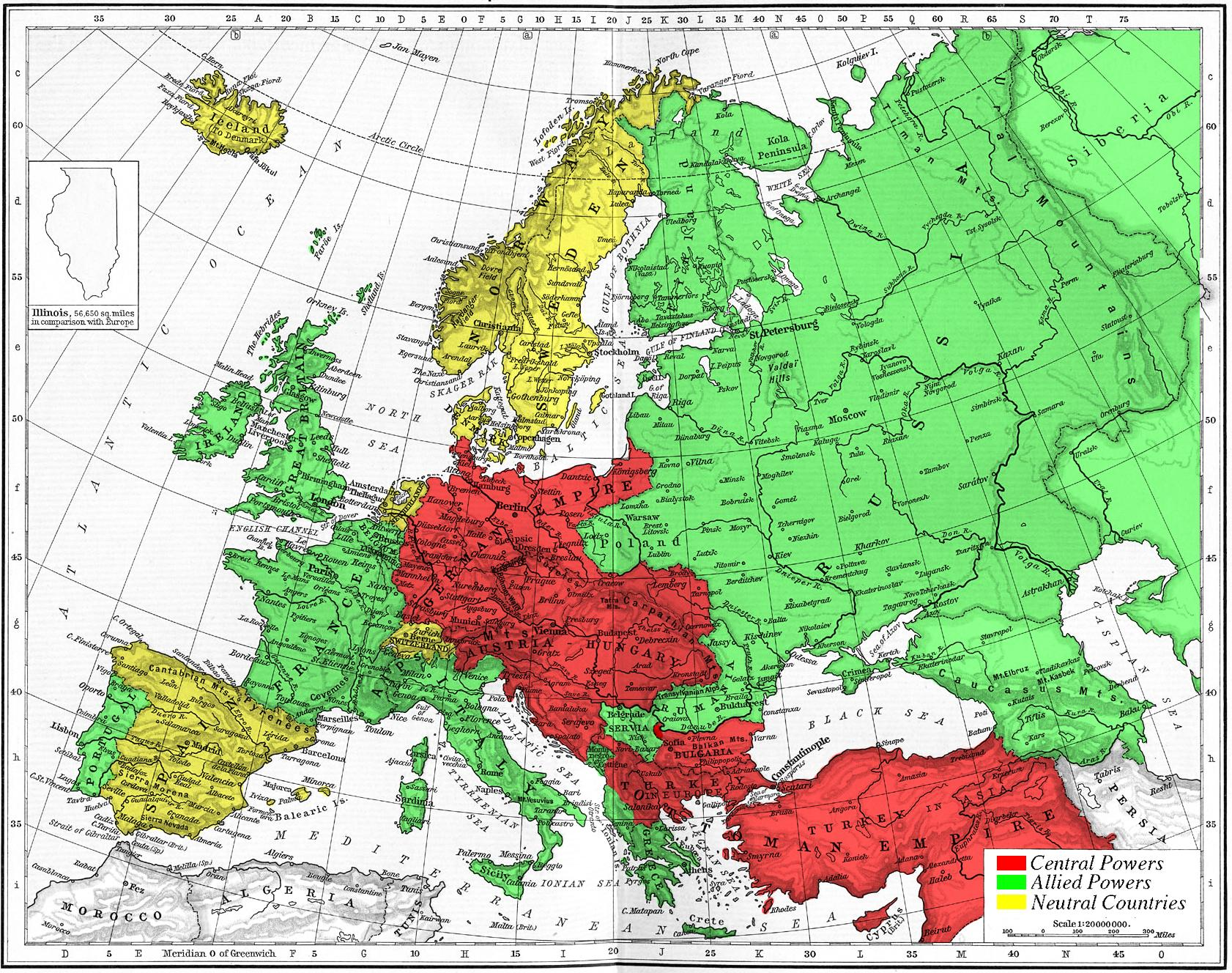
Alianțele militare europene în 1915. Puterile Centrale sunt colorate în roșu, iar Puterile Antantei în verde.

Puterile Centrale (în limba germană: Mittelmächte) au fost națiunile Germaniei, Austro-Ungariei, Imperiului Otoman și Bulgariei, care au luptat împotriva Aliaților (Antantei) în timpul Primului Război Mondial. Numele acesta a fost dat deoarece cele patru națiuni erau localizate între Imperiul Rus la răsărit și Franța și Regatul Unit la apus.
Germania și Austro-Ungaria s-au aliat, oficial, la 7 octombrie 1879, alăturându-li-se lor și Italia, la 20 mai 1882, (Vezi și Tripla Alianță), țară care însă s-a angajat în secret în 1902 să nu-și onoreze angajamentele împotriva principalului adversar al Germaniei, Franța. Italia a intrat în Primul Război Mondial în 23 mai 1915 în alianță cu Anglia. Totuși, după încheierea conflagrației mondiale, fasciștii italieni au reorientat alianțele țării către Germania și regimul nazist.
Imperiul Otoman a intrat în război împotriva Rusiei în octombrie 1914, provocând declararea războiului împotriva sa și de către celelalte puteri ale Antantei – Anglia și Franța.
Bulgaria, care se mai resimțea încă după înfrângerea din 1913 în al doilea război balcanic, a intrat în război alături de Germania și Austro-Ungaria împotriva Antantei, prin invadarea Serbiei în octombrie 1915.
Bulgaria a semnat un armistițiu cu Antanta în 29 septembrie 1918, ca urmare a atacului aliat încununat de succes din Macedonia. Imperiul Otoman a urmat la scurtă vreme exemplul Bulgariei, în fața victoriilor britanice și arabe din Palestina și Siria. Austria și Ungaria au semnat păci separate în prima lună a lui noiembrie 1918, după dezintegrarea Imperiului Austro-Ungar, iar Germania a semnat armistițiul în dimineața zilei de 11 noiembrie, după o serie de atacuri de neoprit ale forțelor reunite ale belgienilor, francezilor, britanicilor și americanilor în nord-estul Franței și Belgiei.